# Partido de los Socialistas y Demócratas
El Partido de los Socialistas y Demócratas (PSD) (en italiano:Partito dei Socialisti e dei Democratici) es un partido político de San Marino, de inspiración socialdemócrata.

## Resultados electorales
| Año   | Votos      | %     | Resultado | +/- | Gobierno  |
| ----- | ---------- | ----- | --------- | --- | --------- |
| 2006  | 7.018 (#2) | 31,83 | 20/60     | 7a  | Coalición |
| 2008  | 6.702 (#1) | 31,96 | 18/60     | 2   | Oposición |
| 2012  | 2.833 (#2) | 14,32 | 10/60     | 8   | Coalición |
| 2016  | 1.392 (#7) | 7,17  | 3/60      | 7   | Oposición |
| 2019b | 2.359 (#4) | 13,13 | 4/60      | 1   | Coalición |

aRespecto a la suma del Partido Socialista Sanmarinense y el partido de los Demócratas en 2001.
bDentro de Nosotros por la República.